# Arsène Bonneaud
Arsène, Théodore, Bonneaud, né le 3 août 1884 à Oradour-Saint-Genest et mort en déportation le 24 février 1944 au camp de concentration de Buchenwald, est, à compter de 1942, le chef pour la région limousine (R5) de Franc-Tireur, l’un des principaux mouvements de Résistance de la zone Sud.

## Biographie

### Formation et engagements jusqu'en 1940
Né en 1884 à Oradour-Saint-Genest (Haute-Vienne) d’un père maçon, Arsène Bonneaud perd sa mère à l’âge de seize ans. Boursier, il suit des études primaires et secondaires au Dorat, à Bellac, puis au collège de Confolens où un professeur de physique lui donne le goût des sciences. Il obtient le baccalauréat en 1902, puis devient répétiteur stagiaire pour préparer sa licence de physique qu’il obtient en 1908. Il devient ensuite professeur de physique-chimie et enseigne, de 1909 à 1914 à Châtellerault, puis à Saumur. Il effectue son service militaire de 1905 à 1906 au 138e RI à Magnac-Laval (Haute-Vienne).
Bien que réformé pour raisons médicales (tuberculose), il participe à la Première Guerre mondiale en s’engageant volontairement le 30 septembre 1914 comme infirmier militaire (9e section d’infirmiers militaires). Il est affecté en septembre 1915 à la poudrerie de Saint-Médard comme agent technique militaire. Il est démobilisé le 21 mars 1919 et nommé professeur au lycée Gay-Lussac de Limoges. À compter de 1919, il enseigne les sciences physiques et la chimie à la fois au lycée et à l’École de Médecine de Limoges comme professeur suppléant. Il obtient l’agrégation de sciences physiques en 1921.
À l'âge de 45 ans, Arsène Bonneaud reprend ses études à l’École de Médecine, où il enseigne en même temps, sous la direction du professeur Joseph de Léobardy, et devient docteur en médecine en 1939, après avoir obtenu son doctorat de pharmacie en 1926.
À la demande du conseil général de la Haute-Vienne, il crée et dirige la station agronomique départementale et le laboratoire départemental des fraudes dépendants du ministère de l’agriculture. La fonderie de laiton Mélétal lui confie également la direction de son laboratoire de contrôle avec pour mission d’étudier les propriétés mécaniques, physiques et chimiques des laitons et bronzes destinés à la Marine nationale. En 1930, il est chargé de la verdunisation (ajout de chlore) des eaux de la Ville de Limoges et travaille sur un projet de calcification de ces eaux.
Socialiste, il est élu au conseil municipal de Limoges en 1935. Il s’y intéresse principalement aux sujets éducatifs et participe à la création au lycée Gay-Lussac d’un laboratoire scientifique, installé dans la nouvelle aile inaugurée en 1934 en bordure de la place Wilson. Il devient, en 1936, président départemental des officiers de réserve républicains. Il est également président de la section locale de la Fédération générale de l’Enseignement et président de l’amicale des professeurs du lycée Gay-Lussac.
Il est fait chevalier de la Légion d’Honneur en décembre 1934 sur proposition du ministre de la Guerre en récompense de ses travaux d’amélioration de l’organisation et du fonctionnement des ateliers de la poudrerie de Saint-Médard en tant qu’agent technique militaire principal de réserve.

### Résistance
En 1939, à la déclaration de guerre, il est mobilisé comme ingénieur principal des Poudres et chargé de diriger un service de la poudrerie de Bergerac. Dans les jours suivants l’armistice, il cache près de Bergerac d’importantes quantités de poudre. Démobilisé, il revient à Limoges. En octobre 1941, il est révoqué de son poste d’enseignant à l’École de Médecine par le gouvernement de Vichy sur le rapport du recteur de l’Académie de Bordeaux (il sera réintégré à titre posthume et avec effet rétroactif au 1er octobre 1941 par arrêté ministériel du 23 janvier 1945).
Il devient résistant en 1942 et adhère, à 58 ans, à la section pour Limoges du mouvement Franc-Tireur, créée à l’été 1942, en lien avec le centre du mouvement à Lyon, par Edgar-Eugène Lecomte-Chaulet autour d’un petit noyau dont font partie Arsène Bonneaud, Léon Favre, architecte de la ville de Limoges, le professeur Imbieix et Fernand Nadalon, instituteur. À l’été 1942, avec Lecomte-Chaulet, il intègre le nouveau comité directeur du mouvement Franc-Tireur. À la suite de leur première arrestation en octobre 1942 par la police française, Arsène Bonneaud, après interrogatoires et perquisitions infructueux, est finalement relâché et prend la suite de Lecomte-Chaulet à la tête du mouvement : il en devient le chef pour la Haute-Vienne et pour la région R5,.
Originellement lyonnais, ce mouvement de Résistance, de tendance républicaine et jacobine, dirigé par Jean-Pierre Lévy, rassemble des membres d’origines politiques diverses, le plus souvent proches des radicaux et des catholiques de gauche issus du mouvement Jeune République, mais comprenant aussi des socialistes comme Arsène Bonneaud et d'anciens communistes. Le nom du mouvement fait référence aux volontaires de 1870, « prêts à défendre la République et la patrie ». Le mouvement recrute notamment dans les milieux enseignants et dans la bourgeoisie républicaine et devient l’un des trois grands mouvements de résistance de la zone non occupée avec Combat et Libération-Sud. De ces trois mouvements qui s’uniront en 1943 au sein des Mouvements unis de la Résistance (MUR), il est idéologiquement celui qui a « l’attachement le plus indéfectible aux valeurs héritées de la Révolution française, à la République et à la démocratie ».
Arsène Bonneaud, en tant que chef du mouvement Franc-Tireur pour la région R5 (Haute-Vienne, Dordogne, Corrèze, Creuse et Indre), assure personnellement les liaisons avec les autres responsables à Lyon (où se situe la tête du mouvement), Périgueux, Brive et Paris. Il organise la collecte de renseignements destinés à Londres (il en fournit personnellement sur les poudreries de Bergerac et d’Angoulême), la réception et la distribution des journaux clandestins (2 000 exemplaires pour Le Franc-Tireur à partir de janvier 1943), l’organisation de parachutages (une équipe est mise en place dans la région de Bellac) ; il reste en contact permanent avec les chefs locaux des autres mouvements de résistance (Dutreix pour Libération-Sud, Lemoine pour Combat) et avec les chefs Franc-Tireur de sa zone (en particulier avec Châteauroux et Périgueux où l’organisation se spécialise dans les passages clandestins vers l’Espagne) et intensifie le recrutement dans toute la Haute-Vienne. Il organise également les caches d’émetteurs et visite les dépôts clandestins d’armes et d’explosifs.
Il est secondé par Fernand Nadalon (responsable local des Groupes Francs du mouvement) et met en place un comité directeur départemental où siègent Maurice Rougerie (qui lui succédera à la tête de Franc-Tireur pour la Haute-Vienne après son arrestation et deviendra, à la Libération, directeur du journal Le Populaire du Centre), Pierre Lavaurs, entrepreneur, Raymond Benaben et Maurice Schmidt (chargé de mettre en place les premiers éléments de la future Armée secrète (AS) qui dispose en Haute-Vienne d’un important groupement à compter de 1943 à la tête duquel se trouve Schmidt). Les policiers Pichereau et Theillet font fonction de recruteurs pour l’AS.

### Arrestation et mort en déportation
L’arrestation fortuite d’un passeur du mouvement à Périgueux permet à la Gestapo de remonter toute la filière jusqu’à Limoges. Alors qu’il travaille à la fusion locale des mouvements de résistance Combat, Libération-Sud et Franc-Tireur au sein des MUR, il est recherché activement par la Gestapo et par son responsable local le SS Joseph Meyer, qui finit par arrêter son épouse et sa fille aînée le 28 mars 1943. Prévenu le lendemain, et malgré l’exfiltration qui lui est proposée par la Résistance, Arsène Bonneaud choisit de se livrer à la Gestapo le 29 ou le 30 mars 1943 après avoir fait disparaître ses documents et donné à ses adjoints ses dernières consignes. Interné successivement à Périgueux et à Limoges, il est envoyé au fort de Romainville. Condamné à mort le 2 octobre 1943, il échappe à la dernière minute au peloton d’exécution et peu de temps après il est déporté en Allemagne sur ordre de la Gestapo au camp de concentration de Buchenwald où il arrive le 24 janvier 1944. Il est interné au bloc 58 sous le matricule 42162 et porte le triangle rouge avec le « F » noir des prisonniers politiques et résistants français. Malade, il est interné au « revier » du camp où les malades sont parqués à deux par lit de 30 cm de large,. Il y meurt le 24 février 1944, à l’âge de 60 ans.

## Personnalité et famille
Dans ses mémoires, l’écrivain Georges-Emmanuel Clancier parle d’Arsène Bonneaud comme d’un homme incarnant, à l’instar de Gaston Charlet et d’Edmond Michelet, « une pensée libre, généreuse, fraternelle ».
Il exerce une aura très importante sur ses élèves, lycéens et étudiants en médecine qui, pour certains d’entre eux, le considèrent à la fois comme un maître et un ami. En 1943, année de son arrestation, alors qu’il mène une intense activité au service de la Résistance, quatre de ses élèves remportent des prix et accessits au Concours général des lycées.
Sa fille, Maud Bonneaud (de) est une artiste qui a fréquenté plusieurs représentants du surréalisme dont André Breton avec lequel elle a entretenu une correspondance. Mariée à l’artiste espagnol Oscar Dominguez, elle se lie notamment à Pablo Picasso et à Man Ray. Elle divorce et se remarie à Eduardo Westerdahl et émerge comme artiste dans les années 1950, particulièrement à travers le travail de l’émail.

## Reconnaissance
Il est reconnu « déporté résistant ».

### Décorations
- Chevalier de la Légion d'honneur (27 décembre 1934)[30]
- Médaille de la Résistance française avec rosette à titre posthume (29 novembre 1946)[31]
- Officier de l'Instruction publique (1928)
- Chevalier de l'ordre du Mérite agricole (1925)
- Croix des services militaires volontaires

### Nommés d’après lui
- Collège Arsène Bonneaud à Nexon (Haute-Vienne).
- plaque apposée à l’entrée des pavillons scientifiques du lycée Gay-Lussac de Limoges : « PAVILLON ARSENE BONNEAUD Professeur au lycée Gay-Lussac de 1919 à 1944 Mort pour la France au camp de Buchenwald ».
- plaque apposée à l’entrée des laboratoires de physique et chimie, de l’École de Médecine de Limoges : « LABORATOIRES ARSENE BONNEAUD (1884-1944) Mort pour la France ».

### Hommages
- Le 12 juin 1945, un hommage solennel est rendu à l’occasion de l’inauguration des plaques au nom d’Arsène Bonneaud au lycée Gay-Lussac et à l’École de Médecine de Limoges sous la présidence de Pierre Boursicot, commissaire de la République et en présence, notamment, de Jean Chaintron, préfet de la Haute-Vienne, de Georges Guingouin, maire de Limoges, du pasteur Albert Chaudier, président du comité départemental de libération (CDL), d’Antoine Avinin, membre du Conseil national de la Résistance (CNR) et responsable dans la clandestinité de Franc-Tireur pour la région de Toulouse (R4).
- En mars 1945, il est nommé à titre posthume président d’honneur pour la Haute-Vienne de l’Union des médecins français.